# Hinton, Dorset
Hinton är en civil parish i Dorset i England. Det inkluderar Hinton Martell och Hinton Parva. Orten har 424 invånare (2001). Skapad 1 april 2015.